# ガンボ (アルバム)
『ガンボ (Dr. John's Gumbo)』は、1972年に発表されたドクター・ジョンの5作目のアルバム。プロフェッサー・ロングヘア、ヒューイ・"ピアノ"・スミスら、ニューオーリンズの著名なR&Bアーティストのカバーがアルバムの大部分を占めており、ドクター・ジョンによるニューオーリンズ音楽の入門書的な内容となっている。アルバムからは、"Iko Iko"がシングル・カットされ、ビルボードのポップ・チャートの71位を記録した。
なお、タイトルの『ガンボ』とは、ルイジアナ州で食されるスープ料理のこと。
「ローリングストーン誌が選ぶオールタイム・グレイテスト・アルバム500」において第404位。

## 収録曲
1. アイコ・アイコ - "Iko Iko" (James "Sugarboy" Crawford)
2. ブロウ・ウィンド・ブロウ - "Blow Wind Blow" (Huey Smith & Izzy Cougarden)
3. ビッグ・チーフ - "Big Chief" (E. Gaines)
4. サムバディ・チェンジド・ザ・ロック - "Somebody Changed The Lock" (Mac Rebennack)
5. メス・アラウンド - "Mess Around" (Ahmet Ertegun)
6. レット・ザ・グッド・タイムズ・ロール - "Let The Good Times Roll" (E. Johnson)
7. ジャンコ・パートナー - "Junko Partner" (Bob Shad)
8. スタッカ・リー - "Stack-A-Lee" (Traditional)
9. ティピティーナ  - "Tipitina" (Roy Byrd)
10. ゾーズ・ロンリー・ロンリー・ナイト - "Those Lonely Lonely Nights" (Earl King & Johnny Vincent)
11. ヒューイ・スミス・メドレー - "Huey Smith Medley"
  1. ハイ・ブラッド・プレッシャー - "High Blood Pressure" (Huey Smith & Johnny Vincent)
  2. ドント・ユー・ジャスト・ノウ・イット - "Don't You Just Know It" (Huey Smith & Johnny Vincent)
  3. ジョン・ブラウン - "Well I'll Be John Brown" (Huey Smith & Johnny Vincent)
12. リトル・ライザ・ジェーン - "Little Liza Jane" (Huey Smith & Johnny Vincent)

## 楽曲解説
シングル・カットされた"アイコ・アイコ"は、ニューオリンズの伝統的なマルディグラ・インディアンを題材にした歌で、1954年にジェイムズ・"シュガー・ボーイ"・クロフォードが"Jock-A-Mo"としてリリースしたもの。1965年のディキシー・カップスによるカバーがよく知られている。
"ブロウ・ウィンド・ブロウ"はヒューイ・"ピアノ"・スミスが書いた楽曲で、オリジナルはニューオーリンズのヴォーカル・グループ、スパイダーズのメンバーだったジュニア・ゴードン。"ビッグ・チーフ"は、プロフェッサー・ロングヘアの持ち歌として知られるが、曲を書いたのはアール・キング。"アイコ・アイコ"同様、マルディグラ・インディアンを題材としている。"サムバディ・チェンジド・ザ・ロック"は、本作唯一のドクター・ジョンのオリジナル曲で、彼がロニー・バロンとのデュオ、ドリッツ＆ドレイヴィ名義でリリースしたものの再演である。"メス・アラウンド"は、レイ・チャールズのナンバーで、アトランティック・レコードのアーメット・アーティガンのペンによるもの。
"レット・ザ・グッド・タイムズ・ロール"はアール・キングの曲で、彼は"Come On"あるいは"Darling Honey Angel Child"などの曲名でもレコーディングしている。ジミ・ヘンドリックスのカバーでも知られる。ドクターは、ゆったりとしたテンポでファンキーなバージョンに仕上げている。この曲のみ、彼はピアノではなく、ギターを弾いている。
"ジャンコ・パートナー"は、ジェイムズ・ウェインがシッティンイン・レーベルに吹き込んだものがオリジナル。"スタッカ・リー"は、"Stagger Lee"、"Stack-O-Lee"、"Stagolee"などの曲名にバリエーションがある古い曲だが、ドクター・ジョンはアーチボルドのバージョンをベースにプレイしている。
"ティピティーナ"は、ニューオーリンズ・ミュージックのファンであれば一度は聴いたことがあるであろう、プロフェッサー・ロングヘアの代表曲。オリジナル・バージョンは、1953年にリリースされている。ドクターは、プロフェッサーのオリジナル・スタイルに忠実な演奏を聴かせている。
"ゾーズ・ロンリー・ロンリー・ナイト"もアール・キングの曲。1955年にエイス・レーベルからリリースされ、R&Bチャートの7位を記録するヒットとなった。"ヒューイ・スミス・メドレー"は、1950年代から60年代にかけて多くのノベルティー・ソングを残したヒューイ・"ピアノ"・スミスの曲を3曲メドレー形式でプレイしている。
最後の"リトル・ライザ・ジェーン"は古い曲だが、ドクターはヒューイ・"ピアノ"・スミスのバージョンをベースにしている。

## プレイヤー
- Dr. John: piano, vocals, guitar on "Let the Good Times Roll"
- Melvin Lastie: cornet
- Sidney George: saxophone, harmonica on "Let the Good Times Roll"
- Lee Allen: tenor sax
- Dave Lastie: saxophone
- Moe Bechamin: saxophone, vocal backgrounds
- Harold Battiste: saxophone, wind, horn arrangements, clarinet on "Somebody Changed the Lock"
- Streamline: trombone on "Somebody Changed the Lock"
- Ken Klimak: guitar
- Alvin Robinson: guitar, vocal backgrounds
- Ronnie Barron: electric piano, organ, piano on "Let the Good Times Roll", vocal backgrounds
- Jimmy Calhoun: bass
- Fred Staehle: drums
- Richard "Didimus" Washington: percussion
- Shirley Goodman: vocal backgrounds
- Tammy Lynn: vocal backgrounds
- Robbie Montgomery: vocal backgrounds
- Jesse Smith: vocal backgrounds